# 맹욱
맹욱(孟𢒰, 孟郁, ? ~ ?)은 후한 후기의 관료로, 자는 숙달(叔達) 또는 경달(敬達)이며 하남윤 언사현(偃師縣) 사람이다. 중상시(中常侍) 맹분(孟賁)의 동생이다.

## 행적
제음태수를 지냈다.
희평 6년(177년) 12월, 태상에서 태위로 승진하였으나 한 달만에 파면되었다.

## 출전
- 《제음태수맹욱수요묘비》(濟陰太守孟郁修堯廟碑) [홍괄, 《예석》 권1에 인용]
- 사마표, 《속한서》(續漢書) [진수, 《삼국지》 권42 두주두허맹내윤이초극전 배송지주에 인용]
- 범엽, 《후한서》 권8 효영제기 이현주

| 전임 유일 | 후한의 태상 ? ~ 177년 12월 갑인일 | 후임 진탐 |

| 전임 유관 | 후한의 태위 177년 12월 갑인일 ~ 178년 정월 | 후임 장호 |